# Chuyển động quay
Chuyển động quay của vật rắn là một chuyển động mà trong đó có hai điểm bất kỳ của vật luôn luôn cố định trong suốt quá trình chuyển động. Đường thẳng nối 2 điểm này gọi là trục quay, tất cả các điểm nằm trên trục quay đều cố định, các điểm nằm ngoài trục quay sẽ quay trên các quỹ đạo tròn nằm trong mặt phẳng vuông góc với trục quay và có tâm nằm trên trục quay. Ví dụ: chuyển động của Trái Đất quanh trục của mình; hay một điểm trên một bánh xe đang lăn, một điểm trên cánh quạt điện. Đây là một chuyển động phức, bao gồm chuyển động tịnh tiến của trọng tâm vật thể và chuyển động quay quanh một trục nào đó. Khối tâm của vật thể có thể được coi như một chất điểm.

## Công thức
Nhiều các khái niệm trong chuyển động tịnh tiến có thể được mở rộng để áp dụng cho chuyển động quay. Ví dụ, định luật 2 Newton trong chuyển động quay có dạng:
{\displaystyle r\times F=M={\frac {dL}{dt}}}
Mà:
- M là mômen lực đối với một điểm cho trước (tâm quay)
- L là - động lượng quay đối với tâm quay.

Nếu chuyển động quay của vật mà có trục quay cố định, thì định luật 2 Newton cho chuyển động này có thể viết như sau:
{\displaystyle M=I{\frac {d\omega }{dt}}=I\epsilon }
Mà: 
- M là mômen lực
- I là mômen quán tính đối với trục quay của vật.

Mômen quán tính I của một chất điểm có khối lượng là m, cách trục quay một khoảng là r, được xác định bằng công thức như sau:
{\displaystyle I=mr^{2}}
Nếu không có mômen của ngoại lực (M=0), thì từ phương trình {\displaystyle M=I{\frac {d\omega }{dt}}=I\epsilon }  ta có định luật bảo toàn động lượng quay như sau:
{\displaystyle L=I\omega =const}

## Chuyển động vừa tịnh tiến vừa quay - chuyển động song phẳng
Đôi khi một lực có thể gây ra một chuyển động vừa tịnh tiến, vừa quay (ví dụ: một quả bóng đá khi bị sút lệch tâm, thì nó sẽ chuyển động vừa tịnh tiến, vừa xoay – theo một đường cong). Khi đó chia cả hai vế của phương trình trên cho r (r - bán kính quay), đồng thời cộng thêm vào vế phải thành phần biểu diễn chuyển động tịnh tiến, thì ta sẽ có định luật 2 Newton ở dạng mở rộng hơn:
{\displaystyle F={\frac {I\epsilon }{r}}+ma}